# Петролина
Петролина (порт. Petrolina) град је у Бразилу у савезној држави Пернамбуко. Према процени из 2007. у граду је живело 268.339 становника на површини од 4756,8 km².

## Застава
Заставу града је креирао Armindo Trajano Maia. Званично је усвојена, као застава града 26. септембра 1971. године. Зелена боја на застави представља благостање које доноси наводњавање околине, жута боја представља ријеку Сао Франсиско, а црвена боја представља крв храбрих који су створили град. Весла на застави представљају становништво које живи уз ријеку, а кактус становништво који живи у позадини.

## Локација
Град је смјештен на лијевој страни ријеке Сао Франсиско, а преко ријеке, на другој страни се налази град близанац, Жуазеиро, Баија. Ова два града међусобно повезана мостом, заједно чине урбану зону од око 500.000 становника.

### Дестинације
Салвадор 513 km
Ресифе 770 km
Бразилија 1550 km
Рио де Жанеиро 1927 km
Сао Пауло 2246 km

## Клима
Клима је топла и сува. Петролина припада полу-сувом појасу сјевероисточног Бразила са мало падавина, које варирају током читаве године. Кишно раздобље је од децембра до маја, а сушно од јуна до новембра. Са друге стране, дневне температуре мало варирају у току године. У најтоплијим мјесецима (од септембра до јануара), просјечна температура је око 27 °C, а у најхладнијим (од фебруара до августа) око 24 °C.

## Становништво
Према процени из 2007. у граду је живело 268.339 становника.
| 1991.   | 2000.   |
| ------- | ------- |
| 175,406 | 218,538 |

## Привреда
Ово подручје је најпознатије по пољопривреди, која је почела да се развија, када је почело и наводњавање сушнијих дијелова у позадини.
Изградњом вјештачког језера Собрадињо на ријеци Сао Франсиско, омогућио је велике количине воде за наводњавање читаве лијеве и десне стране ријеке, које су до тада биле прилично исушене и неплодне. Наводњавање, у комбинацији са константном температуром, током цијеле године, створило је огроман пољопривредни потенцијал. Најчешће се узгајају воће и поврће, па је ова регија и највећи бразилски извозник воћа и поврћа.
Некада успавани градови на ријеци, Жуазеиро и Петролина, постају пољопривредни центри. Ово отвара нова радна мјеста, што привлачи људе у ове градове. Једина два мјеста у унутрашњости сјеверозападног Бразила која су увећала број становника су Петролина и Жуазеиро (Петролина-Жуазеиро, како их често заједно зову). Број становника у ова два града се за двадесет година увећао са 50%.
Осим воћа и поврћа, такође је значајно и сточарство, али само у локалним оквирима.